# Gegants de Monistrol de Calders
Els gegants de Monistrol de Calders, al Moianès, són uns gegants estrenats el 4 de juliol del 2009, i batejats com a "Llúpol" i "Rabassola". Van ser construïts per en Toni Mujal, de Cardona. Al voltant dels dos gegants es va crear una llegenda.

## En Llúpol
En Llúpol pren com a model, i deu el seu característic rostre, a qui fou rector de Sant Feliu de Monistrol, mossèn Pere Fradera, que fou molt estimat al poble. Aquesta decisió va ser exclusivament dels membres de la colla, ja que en guarden un molt bon record. El gegant representa un monjo del segle xii que elaborava una cervesa, amb una recepta secreta que no va voler revelar mai, tot i les pressions i amenaces del senyor de Calders per aprofitar-se'n. Duu, per això, una gerra de cervesa en una mà. Duu també una destral en referència directa a un fet anecdòtic conegut al poble i protagonitzat per en Pere Fradera.
Les mides del Llúpol no són gens menyspreables, pesa 44 kilos i fa 3,6 metres d'alt. Els padrins del Llúpol són la Griselda i el Tallaferro, gegants de Castellterçol.

## Na Rabassola
El rostre de la Rabassola va ser elegit en referèndum per la gent de Monistrol. Hi havia quatre candidates de gran renom al poble. La candidata elegida va ser la Cisca (Francisca Puig), molt estimada per tots els vilatans, i mestressa del bar Cuell, que era a casa seva i és actualment tancat. Representa una trementinaire que es barallava tot sovint amb el monjo Llúpol.
Na Rabassola pesa 39 kilos i fa 3,5 metres d'alt. Els padrins de la Rabassola són la Coloma i l'Andreu, gegants de Castellcir.